# Grästjärnen (Bergs socken, Jämtland)
Grästjärnen är en sjö i Bergs kommun i Jämtland och ingår i Ljungans huvudavrinningsområde.